# Tschapajewo (Kaliningrad, Bagrationowsk)
Tschapajewo (russisch Чапаево, deutsch Schlauthienen, Grundfeld und Jerlauken) ist der gemeinsame Name dreier ehemals selbständigen Orte in der russischen Oblast Kaliningrad. Der Ort gehört zur kommunalen Selbstverwaltungseinheit Stadtkreis Bagrationowsk im Rajon Bagrationowsk.

## Geographische Lage
Die heutige Ortschaft Tschapajewo liegt nordwestlich der Stadt Bagrationowsk (Preußisch Eylau) an einer Nebenstraße, die von der Rajonshauptstadt über Dolgorukowo (Domtau) nach Pogranitschnoje (Hussehnen) führt. Die nächste Bahnstation ist Bagrationowsk, Endpunkt einer von Kaliningrad (Königsberg) kommenden Bahnlinie (Teilstück der früheren Ostpreußischen Südbahn). 
Bis 1945 war Stablack (heute russisch: Dolgorukowo) die nächste Bahnstation und lag an der Strecke von Heiligenbeil (Mamonowo) über Zinten (Kornewo) nach Bagrationowsk, die aber heute im letzten Teilbereich nur noch für Militärverkehr betrieben wird.

## Geschichte

### Schlauthienen
Das einst Schlauthienen genannte Ortsteil Tschapajewos liegt zehn Kilometer von Bagrationowsk (Preußisch Eylau) entfernt. Zwischen 1874 und 1945 gehörte Schlauthienen zum Amtsbezirk Wackern (russisch: Jelanowka, nicht mehr existent) im Landkreis Preußisch Eylau im Regierungsbezirk Königsberg der preußischen Provinz Ostpreußen. Am 1. Dezember 1910 waren in Schlauthienen 116 Einwohner registriert.
Am 30. September 1928 entstand eine neugestaltete Landgemeinde Schlauthienen, als sich die Landgemeinden Domtau (heute russisch: Dolgorukowo) und Schlauthienen sowie die Gutsbezirke Grundfeld (Tschapajewo) und Jerlauken (Petrokowskoje, seit 1993 auch Tschapajewo) zusammenschlossen. Die Einwohnerzahl betrug 123 im Jahre 1933 und 159 im Jahre 1939.
Infolge des Zweiten Weltkrieges kam Schlauthienen 1945 mit dem gesamten nördlichen Ostpreußen zur Sowjetunion.

### Grundfeld (Petrowskoje)
Das ehemals Grundfeld genannte Gutsdorf existiert nicht mehr. Es lag acht Kilometer von der heutigen Rajonshauptstadt Bagrationowsk (Preußisch Eylau) entfernt. Wie Schlauthienen war Grundfeld seit 1874 in den Amtsbezirk Wackern (Jelanowka) im Landkreis Preußisch Eylau und Regierungsbezirk Königsberg der preußischen Provinz Ostpreußen eingegliedert. Im Jahre 1910 lebten hier 16 Einwohner.
Am 30. September 1928 verlor Grundfeld seine Selbständigkeit, indem es sich mit Domtau (heute russisch: Dolgorukowo), Schlauthienen (Tschapajewo) und Jerlauken (Petrowskoje, später auch: Tschapajewo) zur neuen Landgemeinde Schlauthienen zusammenschloss.
1945 wurde Grundfeld in die Sowjetunion eingegliedert und erhielt – wie Jerlauken – zunächst die russische Bezeichnung Petrowskoje.

### Jerlauken (Petrowskoje)
Neun Kilometer von Bagrationowsk (Preußisch Eylau) entfernt liegt das früher Jerlauken genannte Gutsdorf. Im Jahre 1874 kam auch Jerlauken zum neugebildeten Amtsbezirk Wackern (Russisch: Jelanowka, nicht mehr existent) im Landkreis Preußisch Eylau und Regierungsbezirk Königsberg der preußischen Provinz Ostpreußen. 1910 zählte Jerlauken 130 Einwohner.
Am 30. September 1928 schloss sich Jerlauken mit Grundfeld, Schlauthienen (beide heute: Tschapajewo) und Domtau (Dolgorukowo) zur neuen Landgemeinde Schlauthienen zusammen und gab damit seine Eigenständigkeit auf. 1945 wurde auch Jerlauken ein Ort in der Sowjetunion und erhielt zunächst die russische Bezeichnung Petrowskoje.

### Tschapajewo
Während Schlauthienen im Jahr 1947 nach Wassili Iwanowitsch Tschapajew, einem Kommandeur im Russischen Bürgerkrieg, den Namen Tschapajewo bekam, erhielten Jerlauken und Grundfeld im Jahr 1947 zunächst die Bezeichnung Petrowskoje, welches später an Tschapajewo angeschlossen wurde. Tschapajewo wurde zunächst der Verwaltungssitz des Dorfsowjets Tschapajewski selski Sowet im Rajon Bagrationowsk, der später nach Dolgorukowo verlegt wurde. Von 2008 bis 2016 gehörte Tschapajewo zur Landgemeinde Dolgorukowskoje selskoje posselenije und seither zum Stadtkreis Bagrationowsk.

#### Tschapajewski selski Sowet/okrug 1947–2008
Der Dorfsowjet Tschapajewski selski Sowet (ru. Чапаевский сельский Совет) wurde im Juni 1947 eingerichtet. Sein Verwaltungssitz war zunächst der Ort Tschapajewo. Vor 1968 wurde der Verwaltungssitz nach Dolgorukowo verlegt. Nach dem Zerfall der Sowjetunion bestand die Verwaltungseinheit als Dorfbezirk Tschapajewski selski okrug (ru. Чапаевский сельский округ). Im Jahr 2008 wurden im Rahmen der kommunalen Selbstverwaltung die fünf verbliebenen Orte des Dorfbezirks in die neu gebildete Landgemeinde Dolgorukowskoje selskoje posselenije eingegliedert.
| Ortsname                                     | Name bis 1947/50                       | Bemerkungen |
| -------------------------------------------- | -------------------------------------- | --- |
| Bogatowo (Боґатово)                          | Bornehnen und Rossiten                 | Der Ort wurde 1947 umbenannt. |
| Dolgorukowo (Долгоруково) und Walki (Вальки) | Domtau, Leißen, Pompicken und Waldkeim | Der Ort wurde 1947 umbenannt. Er war seit vor 1968 der Verwaltungssitz. Der ehemalige deutsche Ort Waldkeim wurde 1997 als Walki wieder eigenständig. |
| Jelanowka (Елановка)                         | Wackern                                | Der Ort wurde 1950 umbenannt und vor 1975 verlassen.                                                                                                  |
| Kamenka (Каменка)                            | Krücken                                | Der Ort wurde 1947 umbenannt und gehörte zunächst zum Dorfsowjet Puschkinski.                                                                         |
| Petrowskoje (Петровское)                     | Grundfeld und Jerlauken                | Der Ort wurde 1947 umbenannt und vor 1975 an den Ort Tschapajewo angeschlossen.                                                                       |
| Podlessje (Подлесье)                         | Supplitten                             | Der Ort wurde 1950 umbenannt und vor 1975 verlassen.                                                                                                  |
| Pogranitschnoje (Пограничное)                | Hussehnen                              | Der Ort wurde 1947 umbenannt. |
| Tschapajewo (Чапаево)                        | Schlauthienen                          | Der Ort war bis vor 1968 der Verwaltungssitz. |
| Walki (Вальки)                               | Waldkeim                               | Der ehemalige deutsche Ort Waldkeim gehörte zunächst zu Dolgorukowo und wurde 1997 als Walki wieder eigenständig.                                     |
| Welikopolje (Великополье)                    | Dingort                                | Der Ort wurde 1947 umbenannt und gehörte zunächst zum Dorfsowjet Oktjabrski (Moritten). Er wurde vor 1975 verlassen.                                  |

Die vier 1947 umbenannten Orte Dubrowka (Görken, Klaussen und Pilzen), Furmanowo (Klein Dexen, Schlawitten und Wonditten), Nagornoje (Groß Dexen und Roditten) und Schirokoje (Storchnest und Strobehnen) sowie der 1950 umbenannte Ort Muromskoje (Tenknitten), die zunächst in den Tschapajewski selski Sowet eingeordnet wurden, kamen dann (vor 1975) zum Orechowski selski Sowet.

## Kirche
Vor 1945 waren fast alle Einwohner von Schlauthienen, Grundfeld und Jerlauken evangelischer Konfession. Alle drei Orte gehörten bis 1938 zum Kirchspiel Klein Dexen (russisch: Furmanowo, der Ort existiert nicht mehr), danach zum Kirchspiel Stablack (Dolgorukowo) im Kirchenkreis Preußisch Eylau (Bagrationowsk) in der Kirchenprovinz Ostpreußen der Kirche der Altpreußischen Union.
Während der Zeit der Sowjetunion kam das kirchliche Leben aufgrund staatlicher Anordnungen so gut wie zum Erliegen. Erst in den 1990er Jahren bildeten sich in der Oblast Kaliningrad wieder neue evangelische Gemeinden, von den die Dorfkirchengemeionde in Gwardeiskoje (Kaliningrad) (Mühlhausen) die für Tschapajewo am nächsten liegende ist. Sie ist Filialgemeinde der Auferstehungskirche in Kaliningrad (Königsberg) innerhalb der Propstei Kaliningrad der Evangelisch-lutherischen Kirche Europäische Russland (ELKER).